# 新埃戈里夫卡 (佩爾沃邁西基區)
49°12′20″N 36°10′44″E / 49.20556°N 36.17889°E
新葉霍里夫卡（烏克蘭語：Новоєгорівка）是位於烏克蘭東部的村莊，由哈爾科夫州洛佐瓦區的比利亞伊夫卡市鎮負責管轄。該村始建於1853年，面積0.76平方公里，海拔高度159米，2001年人口22，人口密度每平方公里29人。